# Centrochelys atlantica
La tortuga de Sal (Centrochelys atlantica) es una especie extinta de tortuga de la familia Testudinidae cuya validez está en disputa. Esta tortuga habría vivido durante el Pleistoceno en la Isla de Sal (Cabo Verde), donde se encontraron restos fósiles en 1932. La especie fue nombrada en base a otros huesos hallados posteriormente, pero un estudio más reciente descubrió que estos pertenecían a la tortuga terrestre de patas rojas (Chelonoidis carbonarius), poniendo en entredicho la validez del nombre científico.

## Historia

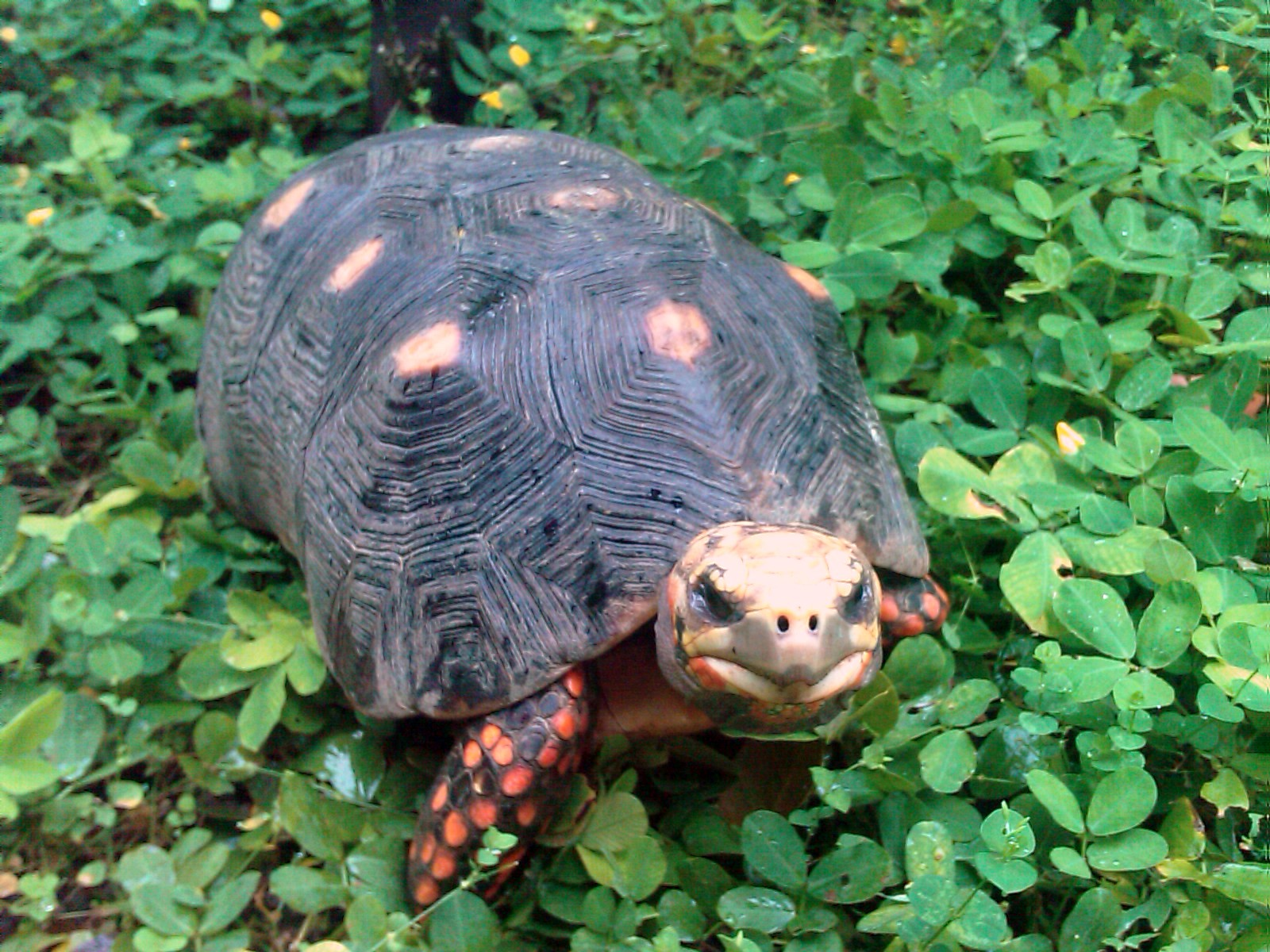
Tortuga terrestre de patas rojas (Chelonoidis carbonarius), especie a la que pertenecen los restos asignados a Centrochelys atlantica

Los primeros restos de tortugas en la isla  de Sal fueron descubiertos en el cráter de Pedra de Lume en 1932 e identificados inicialmente como Testudo calcarata (=Centrochelys sulcata), la tortuga de espolones africana. Más huesos, pertenecientes a una colección privada y supuestamente hallados en el mismo lugar, fueron usados como holotipo para describir una nueva especie, Geochelone atlantica (posteriormente Centrochelys atlantica), en 1998.
Sin embargo, en 2021 un análisis determinó que los huesos usados en la descripción de la especie pertenecían en realidad a la tortuga terrestre de patas rojas (Chelonoidis carbonarius), una especie sudamericana sin relación con el género Centrochelys. Estos huesos, además, habrían pertenecido a un animal que habría vivido entre 1962-1974 según una datación por radiocarbono, por lo que no se trataba de fósiles. El análisis determinó que Centrochelys atlantica sería un sinónimo de Chelonoidis carbonarius, mientras que los restos fósiles hallados en Sal en la década de 1930 permanecen sin nombre científico asignado. Las circunstancias que llevaron a esta confusión no están esclarecidas.

## Descripción

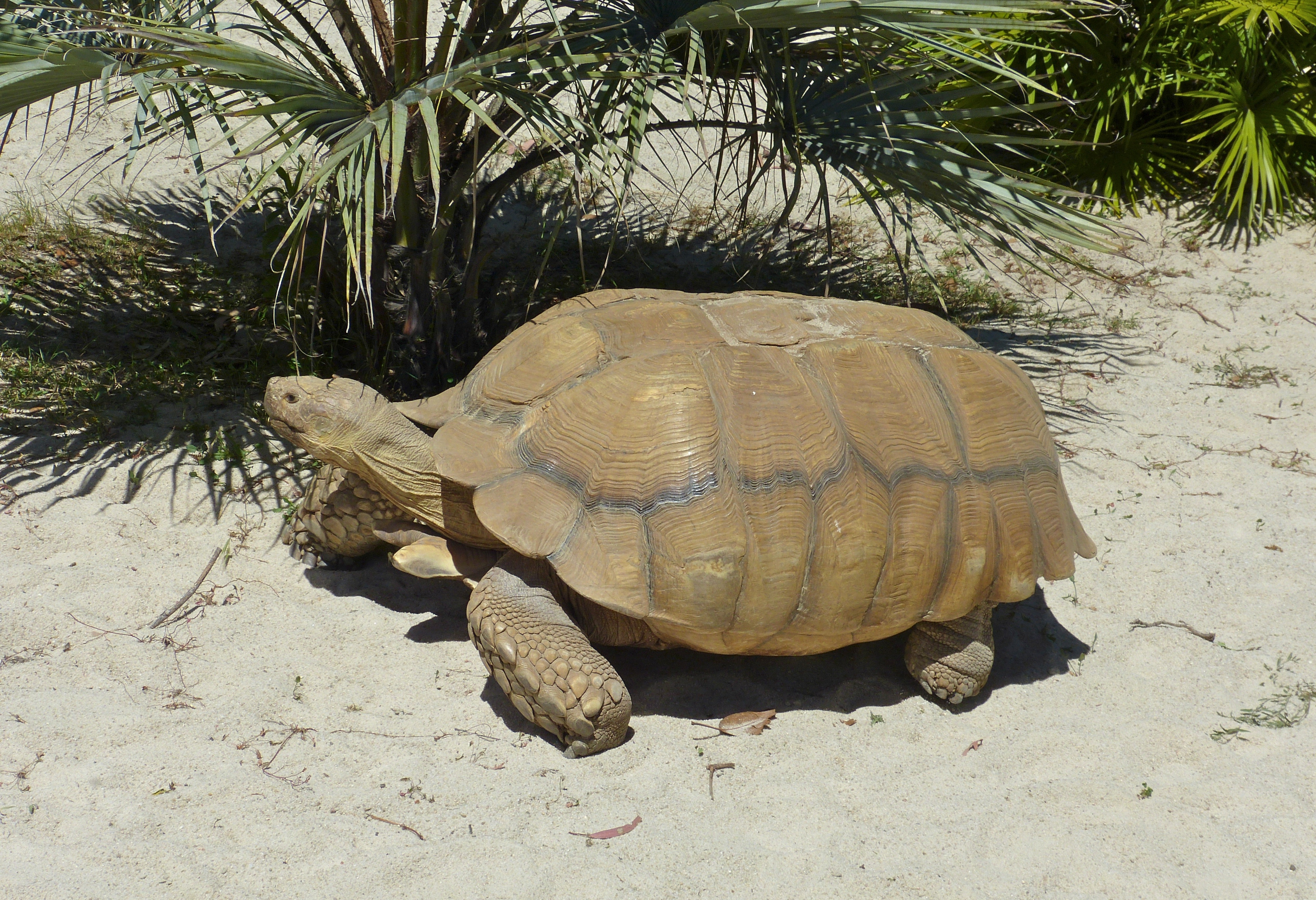
Tortuga de espolones africana (Centrochelys sulcata), especie supuestamente cercana a C. atlantica. La tortuga de Sal sí estaría relacionada con esta especie

Los restos asignados a Centrochelys atlantica son escasos: un fémur, dos fragmentos de caparazón y un cráneo incluido en una matriz caliza. Su análisis determinaba que la longitud del caparazón era de unos 40cm aproximadamente (un tamaño menor que el de la tortuga de espolones africana), y que su esqueleto era mucho menos robusto que el de su pariente continental. La reducción del tamaño y la robustez podrían ser una adaptación al ambiente insular. Sin embargo, si los restos descritos pertenecen a la tortuga de patas rojas esta descripción no sería válida para la tortugas de Sal, cuyos restos estarían pendientes de descripción.

## Paleoecología

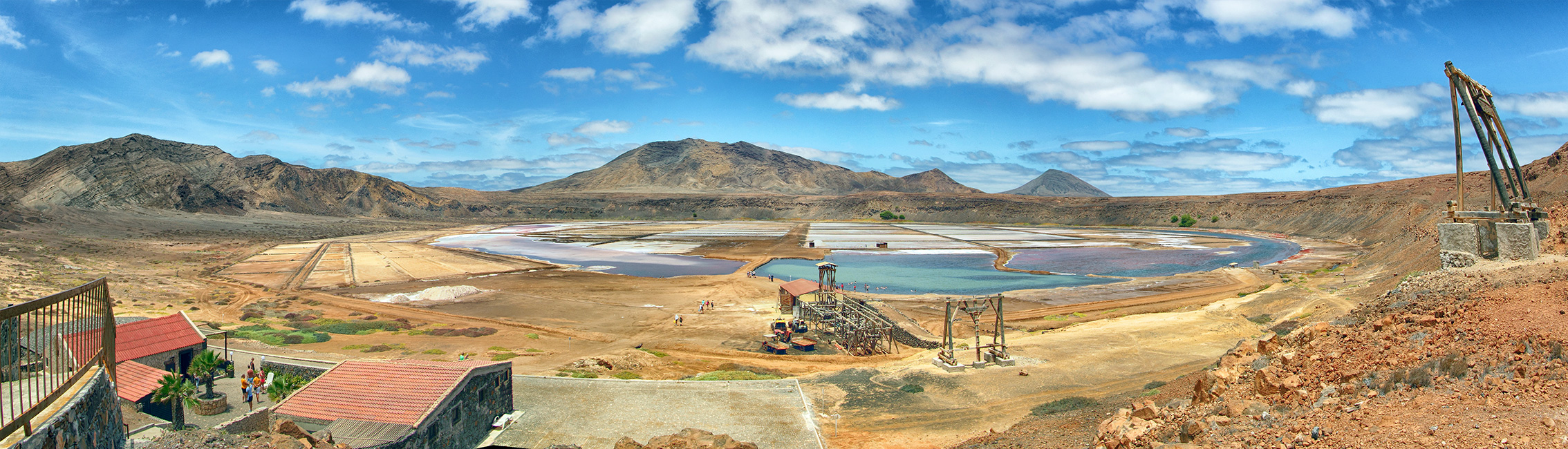
Cráter de Pedra de Lume, donde se encontraron los restos de la tortuga de Sal

La tortuga de Sal vivía en ambientes húmedos, alimentándose de vegetación. Aunque la isla de Sal es hoy en día muy árida (casi desértica), se conocen fósiles de plantas en la isla propias de entornos mucho más húmedos, tales como carrizos (género Phragmites) o marmulanos (género Sideroxylon).
Los restos óseos conocidos de tortugas en Cabo Verde se limitan a la isla de Sal, pero se conocen fósiles de huevos en la vecina isla de Maio. Estos restos no se han asignado a ninguna especie, por lo que se desconoce si pertenecían también a la misma especie que la tortuga de Sal o a otra tortuga endémica de Maio.
Las tortugas de Cabo Verde se habrían extinguido antes de la llegada de los seres humanos al archipiélago, ya que no existe evidencia de contacto con tortugas en las primeras expediciones portuguesas a las islas. Se trata de una situación similar a la de Canarias, donde también habitaban tortugas terrestres desaparecidas durante el Pleistoceno: C. burchardi en Tenerife y C. vulcanica en Gran Canaria, además de huevos fósiles en Fuerteventura y Lanzarote.